# Radio Bakkano
Radio Bakkano war von 1998 bis 2001 ein beliebtes Jugendradio für Kärnten, Steiermark, Osttirol und Oberitalien unter der Leitung von Christian Adelbrecht, Peter Petzner und Stefano Bosco.
Sendestandorte waren Tarvisio, Udine und Pordenone.
Heute sendet in Österreich auf der ehemaligen Radio-Bakkano-Frequenz der italienische Nachrichtensender Radio 24.